# Терешківці

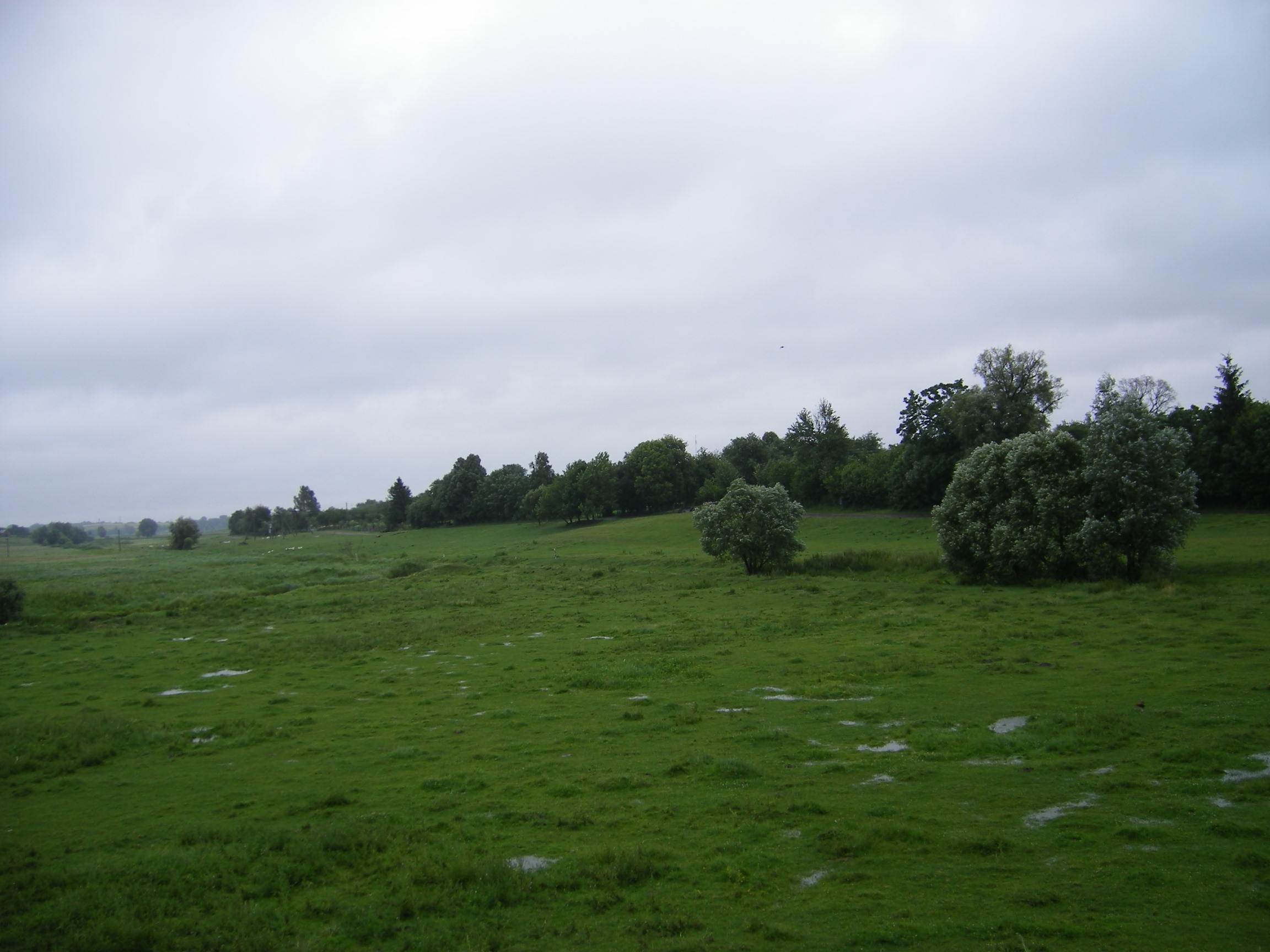
Ландшафти села

Тере́шківці — село в Україні, у Луцькому районі Волинської області. У 2020 році ввійшло до складу Горохівської територіальної громади. Населення становить 510 осіб (2011).

## Географічне положення села
Село Терешківці розташоване на території Волинської височини, в пониззі річки Утятин, що є притокою річки Гнила Липа. Рельєф злегка горбкуватий, ґрунти — опідзолені (сірі, темно — сірі, чорноземи), клімат — помірно-континентальний.  
У центрі села, в межах русла річки Утятин, знаходиться штучно створений став площею 5,7 гектара.  
Через територію села проходить автошлях Н17, раніше — шлях національного значення на території України, Львів — Радехів — Луцьк. На відстані 5 км від села знаходиться залізничний вузол — станція Звиняче Львівської залізниці. Відстань до обласного і районного центрів — 44 км, до центру громади — 9 км.

## Історія села

### Заснування та перша згадка про село
Походження назви населеного пункту не досліджувалося. У документах село згадується як Терешковець або Терешковці. У «Географічному словнику королівства Польського» Терешківці згадуються так: «Згідно поборового реєстру Луцького повіту за 1577 р. Василь Ощівський платить за Терешковці з 4 димарів по 20 грошів, з 4 городів по 2 гроші, так само і в 1583 з 4 димарів і 4 городів».

### У складі Російської імперії (1795-1916)
У 1906 році - село Скобелецької волості Володимир-Волинського повіту Волинської губернії. Відстань від повітового міста 54 верст, від волості 5. Дворів 61, мешканців 509.
У "Клірових відомостях церков Володимирського уїзду за 1868 рік" значиться: "Приписна Покровська церква села Терешковець побудована 1787 року поміщиком Корчевським. Дерев'яна, міцна, дзвіниця при ній теж дерев'яна, міцна. Престол у ній один во ім'я Покрови Божої Матері... Церква ця приписна до Ощівської Богоявленської церкви".

### Перша світова війна (1914-1918) та міжвоєнний період
Під час Першої світової війни чоловіче населення села мобілізували до Російської імператорської армії, для потреб фронту реквізували майно населення. Людей евакуювали до Катеринославської губернії. 1916-го у селі проходила лінія фронту у рамках проведення Брусиловського (Луцького) прориву. Під час воєнних дій згоріла будівля Покровського храму. Поблизу Терешківців досі знаходяться німецькі укріплення лінії фронту 1916-1917 років.    
Після Ризького договору село відійшло під владу Польської Республіки. Жителі села побудували нову дерев'яну церкву - невеличку, на три куполи, акуратну й гарну, обгороджену дерев'яним парканом.

### Підпілля ОУН у Терешківцях (1939-1941)
У 1939 році в Терешківці з Галичини прибув Григорій Ковальчук. Незабаром став зятем у родині Марчуків. Навколо себе він об’єднав молодих людей віком 16—35 років. Їх було 22.
Хлопці, щоб вступити в групу Ковальчука, платили внески. Якою була сума — ніхто не пам’ятає (бо членів групи немає серед живих). Тільки дочка страченого в Луцькій тюрмі Олександра Порванського Віра Зайцева згадувала: 
|  | Тато був зовсім неграмотний. За що загинув — не знаю. Але мама казала, що він ходив до Ковальчука і за це заплатив два рублі. |

Хлопці регулярно збиралися на сходки. Проводили їх таємно в лісі поблизу села або просто в лузі, посеред поля. Григорій Ковальчук читав присутнім твори Шевченка, статті із брошур і газет, переконуючи їх, що Україна має бути вільною.
Напередодні 1941 року Григорія Ковальчука видали владі. Його заарештували і примусили назвати однодумців. Почалися арешти. Кожну ніч арештовували по 2-3 людини. Усіх арештованих утримували в Луцькій тюрмі. П’ятьох засудили до страти: Григорія Ковальчука, Степана Гуцика, Олександра Ілова, Марка Лотоцького, а п’ятого ніхто не пам’ятає. Усіх інших мали вивезти на каторгу, але до Луцька уже підходили нацисти. Вирок суду був усе ще не виконаний. 23 червня 1941 року в’язнів зігнали в одне приміщення, де було тісно і душно і почався розстріл.
Двоє жителів Терешківців під час розстрілу опинилися під трупами і дивом залишилися живими — це Михайло Антонюк і Григорій Захарчук. Вони повернулися додому (а йшли полями аж два тижні) і до кінця своїх днів прожили в Терешківцях.

### Терешківці в роки німецько-радянської війни
У перші дні німецько-радянської війни 1941-1945 років через Терешківці проходив шлях наступу військ Третього Рейху.   
У ході здійснення Львівсько-Сандомирської операції радянським командуванням, улітку 1944 року населення села евакуювали у села Новий Тік Рівненської області та Квасів і Підбереззя на Волині. У ході наступальних операцій частин 389 та 58 стрілецьких дивізій Червоної Армії по річці село було розділене на дві частини. Унаслідок військових дій по усій лінії розділення усі будинки в Терешківцях були спалені й зруйновані.  
49 жителів Терешківців загинули на фронтах Другої світової війни. Їхні імена викарбувані на меморіалі у центрі села.
Під час воєнних дій у липні 1944 року згоріла Покровська церква у Терешківцях.

### Історія створення колективного господарства
У 1947 році зусиллями радянської влади на території села Терешківці було організовано колгосп імені Сталіна. Його очолив Адам Ващук, наступником якого був Павло Новосад, що очолював колгосп до 1958 року.
1959-го на основі двох колгоспів  — імені Сталіна, що в Терешківцях, та імені Молотова, що в селі Ощів, створили колгосп імені Матросова. Головою правління колгоспу був  Петро Загоруйко. У 1974 році колгосп імені Матросова було приєднано до артілі "Шлях Леніна", де головою працював Володимир Жигун. Колгосп став великим багатогалузевим господарством.
У березні 1983 року на базі сіл Терешківці і Ощів створили колгосп імені Карла Маркса. Його очолив Михайло Трачевський — згодом відомий на Волині аргарій, заслужений працівник сільського господарства України. 
У 1993 році колгосп реорганізували у селянську спілку «Райдуга», а згодом у однойменне приватно-орендне сільськогосподарське підприємство. 2013-го ПОСП «Райдуга» увійшла в склад ТзОВ "Волинь-нова" — структурного підрозділу групи компаній ТМ "Вілія"

### Розвиток місцевого самоврядування
У 1941 році на території села Терешківці діяла сільська рада, головою якої був Григорій Захарчук, а секретарем — Михайло Антонюк. З 1946 року головою сільської ради працював Микита Нечипорук, секретарем — Єфросинія Зозуля.
У 1974 році, коли колгосп імені Матросова приєднали до артілі «Шлях Леніна», то центр сільської ради також було перенесено у село Вільхівка.
Після відновлення Терешківцівської сільської ради у 1993 році і до ліквідації у грудні 2020-го її очолювали Василь Карпунь (1993-1996), Ганна Притолюк (1996-2006) й Тамара Войтович (2006-2020).
12 червня 2020 року, відповідно до розпорядження Кабінету Міністрів України № 708-р «Про визначення адміністративних центрів та затвердження територій територіальних громад Волинської області», село увійшло в склад Горохівської міської громади.
19 липня 2020 року, в результаті адміністративно-територіальної реформи та ліквідації Горохівського району, село увійшло до складу новоутвореного Луцького району.

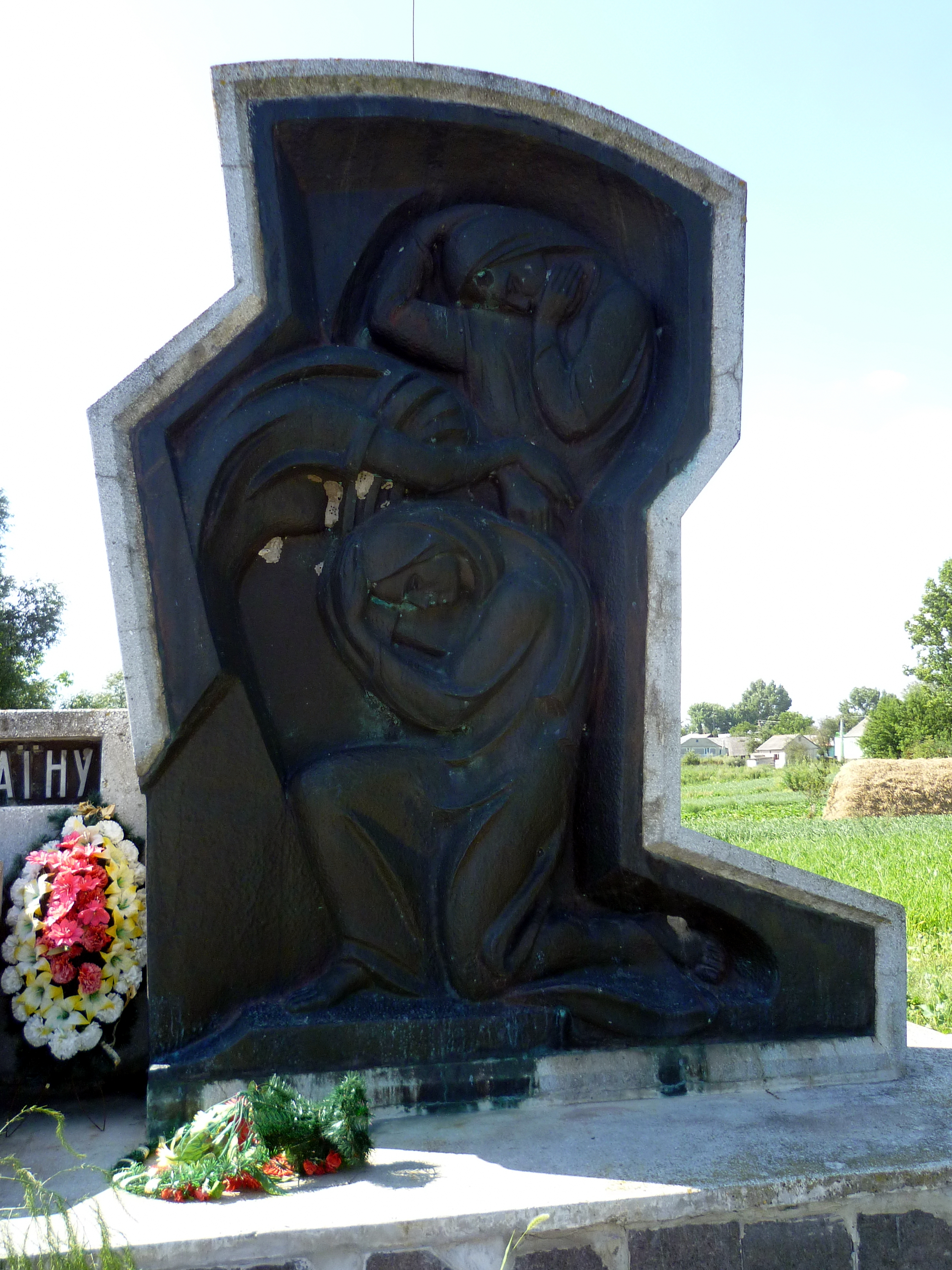
Монумент полеглим за Україну в Терешківцях (1997, скульптор - Василь Рижук)

Рішенням Горохівської міської ради № 1-12/2020 від 4 грудня 2020 року "Про затвердження старости сіл Вільхівка, Ярівка, Терешківці, Ощів, Софіївка, Вільгельмівка" старостою села Терешківці обрали Василя Казуна.

## Інфраструктура та соціальна сфера
Сьогодні село Терешківці повністю асфальтоване, має газо- і водопровід. У селі функціонують позаміський заклад оздоровлення та відпочинку "Веселка", млин, будинок культури, Свято-Покровська церква ПЦУ, початкова школа, ФАП, магазини й торгові центри, обрядовий будинок, зона відпочинку для дітей та спортивний майданчик.
Через територію села проходить автошлях Н17, раніше — шлях національного значення на території України Львів — Радехів — Луцьк. 
У центрі села споруджено монумент полеглим за Україну (1997, скульптор - Василь Рижук).

## Культурно-громадське і релігійне життя
14 вересня 2017 року зусиллями місцевої влади та працівників закладів культури й освіти, а також громадських організацій села відбулося святкування 440-річчя Терешківців. 
У селі діє аматорська футбольна команда "Арсенал" - активний учасник чемпіонатів з футболу та міні-футболу на районному й обласному рівнях, переможець чемпіонатів Асоціації міні-футболу Волині. 

### Покровський храм ПЦУ в Терешківцях
13 грудня 1994 року архієпископ Ніфонт (Солодуха) освятив відновлений Покровський храм у селі, збудований за кошти селянської спілки "Райдуга" під керівництвом Михайла Трачевського. У 1994-1996 роках настоятелем храму був протоієрей Миколай Мельничук. З 1996 настоятель храму - протоієрей Василій Хомляк. У вересні 1998 році архієпископ Ніфонт (Солодуха) святив розпис храму, а у 2004 очолив святкування 10-річчя побудови церкви. Стараннями отця Василія Хомляка та благодійників у Терешківцях збудували 4 каплички, дві з яких - обіч автошляху Н17.
3 березня 2019 року на Парафіяльних зборах церковна громада разом з настоятелем вирішили вийти з-під підпорядкування Українській Православній Церкві (Московського патріархату) та приєднатися до складу Православної церкви України. 13 грудня 2019 року з нагоди 25-річчя відкриття у храмі побував митрополит Луцький і Волинський Михаїл (Зінкевич).

## Населення
Згідно з переписом УРСР 1989 року чисельність наявного населення села становила 457 осіб, з яких 205 чоловіків та 252 жінки.
За переписом населення України 2001 року в селі мешкали 503 особи.

### Мова
Розподіл населення за рідною мовою за даними перепису 2001 року:
| Мова       | Відсоток |
| ---------- | -------- |
| українська | 99,41 %  |
| кабанська  | 0,59 %   |